# 1847 aux échecs
| Années des échecs : 1844 - 1845 - 1846 - 1847 - 1848 - 1849 - 1850    |
| Décennies des échecs : 1810 - 1820 - 1830 - 1840 - 1850 - 1860 - 1870 |

Cet article présente les faits marquants de l'année 1847 aux échecs.

## Divers
- Dissolution du premier club d’échecs à Berlin[1], le Berliner Schachklub, aussi connu sous le nom de Schadows Schachklub, du nom d'un de ses principaux fondateurs et animateur. Il avait été créé en 1803.

## Naissances
- William Shinkman

## Nécrologie
- 27 octobre : Alexandre Deschapelles